# Columbia (Dakota del Sud)
Columbia è un comune (city) degli Stati Uniti d'America della contea di Brown nello Stato del Dakota del Sud. La popolazione era di 136 persone al censimento del 2010. Fa parte dell'area micropolitana di Aberdeen.

## Geografia fisica
Columbia è situata a 45°36′41″N 98°18′43″W (45.611364, -98.311929).
Secondo lo United States Census Bureau, ha un'area totale di 1,52 miglia quadrate (3,94 km²).

## Storia
Un nome variante per la città era Allentown. Il nome attuale della città deriva dalla canzone "Hail, Columbia".

## Società

### Evoluzione demografica
Secondo il censimento del 2010, c'erano 136 persone.

### Etnie e minoranze straniere
Secondo il censimento del 2010, la composizione etnica della città era formata dal 98,5% di bianchi, lo 0,7% di altre etnie, e lo 0,7% di due o più etnie. Ispanici o latinos di qualunque etnia erano il 2,2% della popolazione.